# UCI Women’s World Tour 2016
UCI Women’s World Tour 2016 – 1. edycja cyklu kobiecych szosowych wyścigów kolarskich o najwyższej randze w klasyfikacji UCI, będącego następcą Pucharu Świata Kobiet w Kolarstwie Szosowym. Seria rozpoczęła się 5 marca we Włoszech wyścigiem Strade Bianche, a zakończyła 11 września w Hiszpanii zawodami Madrid Challenge by la Vuelta. W kalendarzu na sezon 2016 figurowało 17 wyścigów (4 wieloetapowe i 13 jednodniowych), z czego czternaście zaplanowano w Europie, dwa w Ameryce Północnej oraz jeden w Azji. 

## Wyniki
| Wyścig                                     | Data          | Zwyciężczyni         | 2. miejsce           | 3. miejsce           | Liderka rankingu                      |
| ------------------------------------------ | ------------- | -------------------- | -------------------- | -------------------- | ------------------------------------- |
| Strade Bianche                             | 5 marca       | Elizabeth Armitstead | Katarzyna Niewiadoma | Emma Johansson       | Elizabeth Armitstead ( Boels Dolmans) |
| Ronde van Drenthe                          | 12 marca      | Chantal Blaak        | Gracie Elvin         | Trixi Worrack        | Anna van der Breggen ( Rabo Liv)      |
| Trofeo Alfredo Binda                       | 20 marca      | Elizabeth Armitstead | Megan Guarnier       | Jolanda Neff         | Elizabeth Armitstead ( Boels Dolmans) |
| Gent–Wevelgem in Flanders Field            | 27 marca      | Chantal Blaak        | Lisa Brennauer       | Lucinda Brand        | Chantal Blaak ( Boels Dolmans)        |
| Ronde van Vlaanderen                       | 3 kwietnia    | Elizabeth Armitstead | Emma Johansson       | Chantal Blaak        | Elizabeth Armitstead ( Boels Dolmans) |
| La Flèche Wallonne Féminine                | 20 kwietnia   | Anna van der Breggen | Evelyn Stevens       | Megan Guarnier       | Elizabeth Armitstead ( Boels Dolmans) |
| Tour of Chongming Island                   | 6–8 maja      | Chloe Hosking        | Huang Ting-ying      | Leah Kirchmann       | Elizabeth Armitstead ( Boels Dolmans) |
| Amgen Tour of California                   | 19–22 maja    | Megan Guarnier       | Kristin Armstrong    | Evelyn Stevens       | Megan Guarnier ( Boels Dolmans)       |
| Philadelphia International Cycling Classic | 5 czerwca     | Megan Guarnier       | Elisa Longo Borghini | Alena Amialiusik     | Megan Guarnier ( Boels Dolmans)       |
| Aviva Womens Tour                          | 15–19 czerwca | Elizabeth Armitstead | Ashleigh Moolman     | Elisa Longo Borghini | Megan Guarnier ( Boels Dolmans)       |
| Giro d’Italia Internazionale Femminile     | 1–10 lipca    | Megan Guarnier       | Evelyn Stevens       | Anna van der Breggen | Megan Guarnier ( Boels Dolmans)       |
| La Course by Le Tour de France             | 24 lipca      | Chloe Hosking        | Lotta Lepistö        | Marianne Vos         | Megan Guarnier ( Boels Dolmans)       |
| Prudential Ride London Grand Prix          | 30 lipca      | Kirsten Wild         | Nina Kessler         | Leah Kirchmann       | Megan Guarnier ( Boels Dolmans)       |
| Crescent Women World Cup Vargarda TTT      | 19 sierpnia   | Boels Dolmans        | Cervélo Bigla        | Rabo Liv             | Megan Guarnier ( Boels Dolmans)       |
| Crescent Women World Cup Vargarda          | 21 sierpnia   | Emilia Fahlin        | Lotta Lepistö        | Chantal Blaak        | Megan Guarnier ( Boels Dolmans)       |
| GP de Plouay-Bretagne                      | 27 sierpnia   | Eugenia Bujak        | Elena Cecchini       | Joëlle Numainville   | Megan Guarnier ( Boels Dolmans)       |
| Madrid Challenge by la Vuelta              | 11 września   | Jolien D’Hoore       | Chloe Hosking        | Marta Bastianelli    | Megan Guarnier ( Boels Dolmans)       |

## Klasyfikacje

### Klasyfikacja indywidualna
| M-ce | Imię i nazwisko      | Kraj              | Drużyna            | Pkt |
| ---- | -------------------- | ----------------- | ------------------ | --- |
| 1.   | Megan Guarnier       | Stany Zjednoczone | Boels-Dolmans      | 946 |
| 2.   | Leah Kirchmann       | Kanada            | Liv-Plantur        | 624 |
| 3.   | Elizabeth Armitstead | Wielka Brytania   | Boels-Dolmans      | 545 |
| 4.   | Chantal Blaak        | Holandia          | Boels-Dolmans      | 541 |
| 5.   | Elisa Longo Borghini | Włochy            | Wiggle High5       | 523 |
| 6.   | Evelyn Stevens       | Stany Zjednoczone | Boels-Dolmans      | 519 |
| 7.   | Anna van der Breggen | Holandia          | Rabo-Liv           | 492 |
| 8.   | Emma Johansson       | Szwecja           | Wiggle High5       | 463 |
| 9.   | Chloe Hosking        | Australia         | Wiggle High5       | 450 |
| 10.  | Marianne Vos         | Holandia          | Rabo-Liv           | 442 |
| ...  |                      |                   |                    |     |
| 11.  | Katarzyna Niewiadoma | Polska            | Rabo-Liv           | 421 |
| 17.  | Eugenia Bujak        | Polska            | BTC City Ljubljana | 245 |
| 49.  | Małgorzata Jasińska  | Polska            | Alé-Cipollini      | 94  |
| 82.  | Katarzyna Pawłowska  | Polska            | Boels-Dolmans      | 35  |
| 163. | Anna Plichta         | Polska            | BTC City Ljubljana | 2   |

### Klasyfikacja młodzieżowa
| M-ce | Imię i nazwisko      | Kraj      | Drużyna              | Pkt |
| ---- | -------------------- | --------- | -------------------- | --- |
| 1.   | Katarzyna Niewiadoma | Polska    | Rabo-Liv             | 36  |
| 2.   | Floortje Mackaij     | Holandia  | Liv-Plantur          | 18  |
| 3.   | Sheyla Gutiérrez     | Hiszpania | Cylance Pro Cycling  | 18  |
| 4.   | Jip van den Bos      | Holandia  | Parkhotel Valkenburg | 14  |
| 5.   | Lotte Kopecky        | Belgia    | Lotto-Soudal Ladies  | 12  |

### Klasyfikacja drużynowa
| M-ce | Drużyna            | Kraj            | Pkt  |
| ---- | ------------------ | --------------- | ---- |
| 1.   | Boels-Dolmans      | Holandia        | 2894 |
| 2.   | Wiggle High5       | Wielka Brytania | 2245 |
| 3.   | Rabo-Liv           | Holandia        | 1853 |
| 4.   | Canyon-SRAM Racing | Niemcy          | 1031 |
| 5.   | Liv-Plantur        | Holandia        | 840  |